# Neoromicia somalica
Neoromicia somalica (Thomas, 1901) è un pipistrello della famiglia dei Vespertilionidi diffuso nell'Africa subsahariana.

## Descrizione

### Dimensioni
Pipistrello di piccole dimensioni, con la lunghezza della testa e del corpo tra 39 e 53 mm, la lunghezza dell'avambraccio tra 22 e 32 mm, la lunghezza della coda tra 24 e 33 mm, la lunghezza delle orecchie tra 7 e 14 mm.

### Aspetto
La pelliccia è lunga, soffice, densa e lanuginosa. Le parti dorsali sono brunastre, mentre le parti ventrali sono leggermente più chiare. La base dei peli è ovunque più scura. Il muso è corto e largo, con due masse ghiandolari sui lati. Le orecchie sono corte, marroni scure, con l'estremità arrotondata. Il trago è lungo circa la metà del padiglione auricolare, largo al centro e con la punta arrotondata, con il margine anteriore dritto, quello posteriore leggermente convesso e con un piccolo lobo triangolare alla base. Le membrane alari sono marroni scure, talvolta con il bordo posteriore bianco. La coda è corta e fuoriesce con l'estremità dalla superficie dorsale dell'ampio uropatagio. Il cariotipo è 2n=26 FNa=48. 

### Ecolocazione
Emette ultrasuoni ad alta intensità sotto forma di impulsi a frequenza modulata iniziale di 70 kHz e finale di 35 kHz.

## Biologia

### Comportamento
Si rifugia probabilmente nelle fessure di edifici.

### Alimentazione
Si nutre di piccoli insetti volanti catturati a circa 2-6 metri dal suolo negli spazi aperti.

### Riproduzione
Danno alla luce solitamente due piccoli alla volta durante la seconda stagione delle piogge a novembre.

## Distribuzione e habitat
Questa specie è diffusa in tutta l'Africa subsahariana, dalla Guinea-Bissau ad ovest fino alla Somalia ad est e il Botswana meridionale a sud, sebbene le osservazioni in Sudafrica non siano state confermate, ma molto probabilmente confuse con altre riferite alla specie simile Neoromicia zuluensis.
Vive in habitat relativamente aridi, foreste e boschi ripariali, savane, boscaglie spinose e talvolta in foreste costiere tra 380 e 2.150 metri di altitudine.

## Tassonomia
Nel 1995 la popolazione del Madagascar è stata assegnata ad una nuova specie, Neoromicia malagasyensis. Tuttavia alcuni autori continuano a distinguere tre sottospecie, delle quali una, N.humbloti, è stata descritta nel 1881 attraverso un individuo catturato sull'isola malgascia, e quindi implicitamente avvalorando l'eventualità della convivenza di queste due specie. In entrambi i casi comunque il nome N.humbloti avrebbe priorità su entrambi i nomi scientifici, sia per la forma continentale che per quella insulare.

## Conservazione
La IUCN Red List, considerato il vasto areale, la tolleranza a diversi tipi di habitat e la popolazione presumibilmente numerosa, classifica N.somalica come specie a rischio minimo (Least Concern)).